# أليكس إيبرت
أليكس إيبرت (بالإنجليزية: Alex Ebert)‏ هو مغني ومغن مؤلف وملحن أمريكي، ولد في 12 مايو 1978 في لوس أنجلوس في الولايات المتحدة.

## وصلات خارجية
- الموقع الرسمي
- أليكس إيبرت على موقع IMDb (الإنجليزية)
- أليكس إيبرت على موقع ألو سيني (الفرنسية)
- أليكس إيبرت على موقع ميوزك برينز (الإنجليزية)
- أليكس إيبرت على موقع أول موفي (الإنجليزية)
- أليكس إيبرت على موقع قاعدة بيانات برودواي على الإنترنت (الإنجليزية)
- أليكس إيبرت على موقع أول ميوزيك (الإنجليزية)
- أليكس إيبرت على موقع ديسكوغز (الإنجليزية)
- أليكس إيبرت على موقع قاعدة بيانات الفيلم (الإنجليزية)
- أليكس إيبرت على موقع كينوبويسك (الروسية)